# 訥勒赫

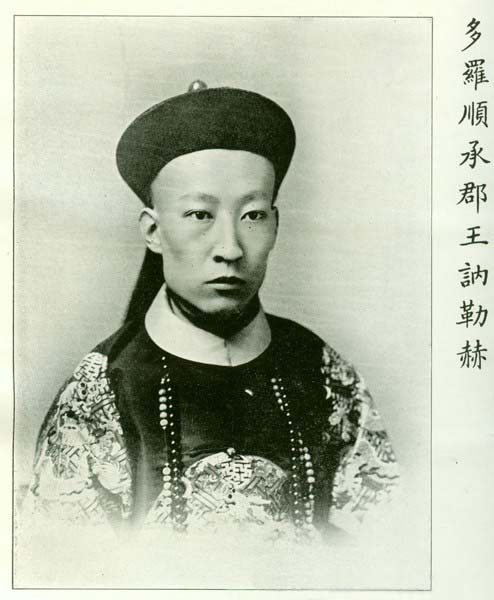
訥勒赫

訥勒赫（ネルヘ、満洲語: ᠨᡝᠯᡥᡝ　転写：Nelhe、1881年6月4日 - 1917年2月14日）は、清朝の皇族。太祖ヌルハチの次男ダイシャンの末裔である。

## 人物・生涯
光緒7年（1881年）に生まれ、第15代順承郡王（dahashūn giyūn wang）を継ぐ。光緒32年（1906年）に陸軍貴冑学堂を卒業する。
宣統3年（1911年）に正白旗満州都統と禁煙大臣に任じられる。
民国6年1月23日（1917年2月13日）に死去した。子供がいなかったため、再従兄弟の長福（チャンフ）の第3子である文葵（ウェンクイ、1917年生、当時6歳）が第16代順承郡王を継承した。

## 訥勒赫と光緒帝の関連画像論争

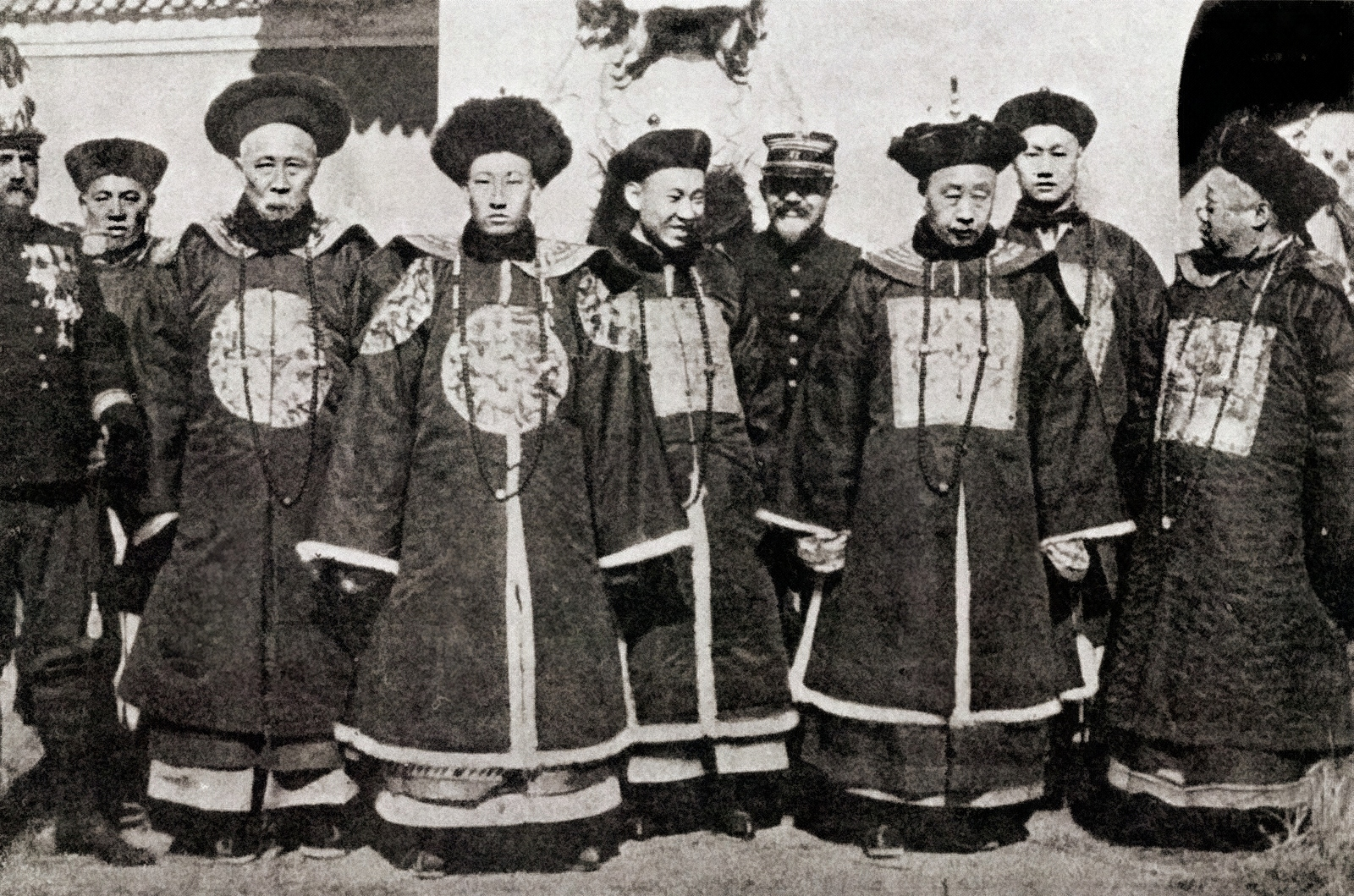
左から4番目の男性が訥勒赫とされる。

右の写真において、左から4番目の男性が訥勒赫とされるが、比較的年齢が近い光緒帝とする説もある。ただし、その服装や帽子から郡王と判断できる可能性が高いとされる。左から3番目の男性は不明である。